# Lakshya Sen
Lakshya Sen, né à Almora en Inde le 16 août 2001 est un joueur de badminton indien.

## Carrière
Il gagne la médaille de bronze en simple hommes des championnats du monde en 2021.
En 2022, il atteint la finale de l'Open d'Angleterre mais il perd contre Viktor Axelsen.
Il faisait partie de l'équipe indienne qui remporte le championnat du monde par équipes en 2022 et est vice-championne aux Jeux asiatiques de 2022.
En 2022, il est notamment médaillé d'argent aux Jeux du Commonwealth.
En 2024, il participe aux Jeux olympiques à Paris et il réussit à atteindre les demi-finales,.

## Palmarès

### Parcours junior
| Année     | Compétition                    | Épreuve        | Résultat |
| --------- | ------------------------------ | -------------- | -------- |
| 2018      | Jeux olympiques de la jeunesse | Simple garçons | d'argent |
| 2018 (en) | Championnats du monde junior   | Simple garçons | Bronze   |

### Parcours senior
| Année | Compétition                        | Épreuve       | Résultat |
| ----- | ---------------------------------- | ------------- | -------- |
| 2021  | Championnats du monde de badminton | Simple hommes | bronze   |
| 2022  | Jeux du Commonwealth               | Simple hommes | Or       |